# SVT1
SVT1 e телевизионен канал в Швеция, първа програма на Шведската телевизия. Създаден е през 1956 г.

## История
При създаването на Radiotjänst TV на 4 септември 1956 г. в Швеция официално стартира първият телевизионен канал, година по-късно е преименуван на Sveriges Radio TV. Отнема няколко години, преди да осъществи национално покритие. От 1955 до 1958 г. Датската телевизия излъчва програма на шведски език (Sydsvenska journalen), насочена към аудиторията в Сконе, докато връзката със Стокхолм не е завършена през 1958 г. През 1969 г. е преименуван на TV1, след като е пуснат втори телевизионен канал на име TV2. На 31 август 1987 г. е преименуван на Kanal 1. През 1996 г. се преименува на SVT1.

## Логотипи
- Лого на SVT1, проектирано от Сид Сътън, използвано от 1980 до 7 януари 1996 г.
- Лого на SVT1, използвано от март 1997 до 2001 г.
- Лого на SVT1, използвано от 25 август 2008 до 24 ноември 2016 г.
- Лого на SVT1 върху лилав фон, използвано до 4 март 2012 г.
- HD лого в лилав фон, използвано от 2010 до 2012 г.
- HD лого, използвано от 2010 до 2012 г.
- Лого на SVT1 от 25 ноември 2016 г.
- HD лото от 2016 г.